# Vakság (film)
A Vakság (Blindness) egy 2008-ban bemutatott drámai hangvételű film Fernando Meirelles rendezésében, mely a Nobel-díjas író, José Saramago azonos című regényéből készült. A filmet a 2008-as cannes-i fesztiválon mutatták be.

## Kiindulópont
Az egész város megfertőződik valami ismeretlen ragállyal, amit véletlenül az a férfi terjeszt, aki hazafelé igyekszik a munkahelyéről. Egyik percről a másikra nagy, fényes fehérséget lát, és mind így jár, akivel csak kapcsolatba kerül. Pár nap alatt mindenki megvakul.

## Történet
|  | Alább a cselekmény részletei következnek! |

Feltarthatatlanul terjed az ismeretlen ragály, mégis egy valakit nem lehet megfertőzni. Ő az egyetlen, aki még mindig lát, de ezt eltitkolja. Azok elől is, akikkel szinte minden percet együtt tölt. Közben olyan információkhoz jut, amiről társai eddig azt hihették, rajtuk kívül más biztosan nem tud meg. Egy börtönszerű épületegyüttesben játszódik szinte mindvégig a történet, miközben a „fehér kór városának” keserves berendezkedési kísérleteit és az egyetlen látó hirtelen megváltozott, nehéz életét mutatja be – elgondolkodtató mélységben.
|  | Itt a vége a cselekmény részletezésének! |

## Szereplők
| Szerep                       | Színész              | Magyar hang (1.) | Magyar hang (2.)  |
| ---------------------------- | -------------------- | ---------------- | ----------------- |
| Doktor felesége              | Julianne Moore       | Major Melinda    | Spilák Klára      |
| Doktor                       | Mark Ruffalo         | Rajkai Zoltán    | Czvetkó Sándor    |
| Napszemüveges nő             | Alice Braga          | Pikali Gerda     | Németh Borbála    |
| Első vak férfi               | Yusuke Iseya         | Csőre Gábor      | Seder Gábor       |
| Első vak férfi felesége      | Yoshino Kimura       | Ősi Ildikó       | Simonyi Réka      |
| Tolvaj                       | Don McKellar         | Zámbori Soma     | Sótonyi Gábor     |
| Könyvelő                     | Maury Chaykin        | Koroknay Géza    | Kajtár Róbert     |
| Fiú                          | Mitchell Nye         |                  |                   |
| Félszemű férfi               | Danny Glover         | Vass Gábor       | Forgács Gábor     |
| Csapos, a 3-as terem királya | Gael García Bernal   | Dolmány Attila   | Csőre Gábor       |
| Sofőr                        | Jason Bermingham     |                  |                   |
| Érdeklődő járókelő           | Eduardo Semerjian    |                  |                   |
| Sofőr                        | Ciça Meirelles       |                  |                   |
| Érdeklődő járókelő           | Antônio Fragoso      |                  |                   |
| Érdeklődő járókelő           | Lilian Blanc         |                  |                   |
| Bámészkodó                   | Douglas Silva        |                  |                   |
| Bámészkodó                   | Daniel Zettel        |                  |                   |
| Taxisofőr                    | Joe Pingue           | Seder Gábor      |                   |
| Recepciós                    | Susan Coyne          | Bessenyei Emma   |                   |
| A fiú anyja                  | Fabiana Guglielmetti |                  |                   |
| Rendőr                       | Joe Cobden           |                  | Hegedüs Miklós    |
| Gyógyszerészasszisztens      | Mpho Koaho           | Galbenisz Tomasz | Bodrogi Attila    |
| Nő a bárban                  | Sari Friedland       |                  |                   |
| Mérnök                       | Tom Melissis         | Markovics Tamás  |                   |
| A tolvaj felesége            | Tracy Wright         |                  |                   |
| Szobalány                    | Amanda Hiebert       |                  | Zborovszky Andrea |
| Szállodai biztonsági őr      | Jorge Molina         | Varga Rókus      |                   |
| Őszhajú orvos                | Gerry Mendicino      | Várday Zoltán    |                   |
| Egészségügyi miniszter       | Sandra Oh            | Törtei Tünde     | Sági Tímea        |
| Mentős                       | Joao Velho           | Szokol Péter     |                   |
| Hírolvasó                    | Marvin Karon         | Orosz István     | Beratin Gábor     |

## Témaválasztás
„Szerintem nem vakulunk meg. Szerintem mindig is vakok voltunk. Vakok, de látók... Látó emberek, akik nem látnak.” 
Saramago csak hosszas unszolás után egyezett bele abba, hogy regényéből (esszéiből) filmet forgassanak: „Mindig is ellenálltam (a szerzői jogok átadásának), mert ez egy kegyetlen könyv a társadalmi hanyatlásról... és nem akartam, hogy rossz kezekbe kerüljön”. Az egyetlen természetfeletti elem a történetben a fenti, különös látásvesztés: a fehérkór fertőző terjedése. A mű arra vállalkozik, hogy ezen keresztül az összetett emberi világ egészét belesűrítse a történetbe.  „A Saramago könyvéből készült Vakságot általában illik megdicsérni azért, mert szöveghű maradt, és nem nagyon torzított sem a cselekményen, sem pedig a súlyozáson.”

## A film hangulatáról
Látványelemekkel, fordulatos cselekménnyel átszőtt, elgondolkodtató, s brutalitástól sem mentes filmdráma. Különösen a tiszta hanghatások kapnak nagy szerepet az alkotásban: mintha minden nesz jelentőséggel bírna…
Apokaliptikus hangulat uralkodik a film ismeretlen nagyvárosában. A névtelen szereplők az életben maradásukért cserébe fájdalommal fogadják el az elhatalmasodó farkastörvényeket. És eközben mintha a thrillerszerű, vad történeten  lassan, de egyre erősebben áttörne a reménység.

## Külső hivatkozások
- A Vakság a PORT.hu-n (magyarul)
- Index.hu film-adatbázisa